# شهرستان گلازوفسکی
شهرستان گلازوفسکی (به لاتین: Glazovsky District) یک شهرستان در روسیه است که در اودمورتیا واقع شده‌است.